# Tudományos forradalom
Ez a cikk kifejezetten arról a történelmi korszakról szól, amikor a természettudományok ma használt alapelveit az újkor elején lefektették, nem a tudomány forradalmi horderejű újdonságairól vagy a mögöttük húzódó elméletekről.
A tudománytörténetben a tudományos forradalom alatt azt a korszakot értjük, amely durván számítva Kepler, Galilei, valamint kora 17. századi kortársaik felfedezéseivel indult, és Sir Isaac Newton 1687-ben publikált Philosophiae Naturalis Principia Mathematica (A természetfilozófia matematikai alapjai) című munkájával ért véget. Ezek a korszakhatárok nem vitán felüliek, egyes állítások szerint a tudományos forradalom Kopernikusz De revolutionibus orbium coelestium (Az égi pályák körforgásairól) című, 1543-ban publikált munkájával kezdődött el, míg mások kiterjesztik a 18. századra is. A lényeg, hogy a forradalom legfontosabb alapelemei ismertek.
A tizenhetedik század a nagyszabású tudományos felismerések kora volt. Még akkor is, ha az idő tájt a tudomány szónak nem volt önálló jelentése, Newtont is természetfilozófusnak titulálták, mert a „természettudós” szó még nem létezett. És nem csak fontos elméleti és tapasztalati előrelépés történt, hanem a felfogás változott jelentősen, amiben a tudósok dolgoztak. A század kezdetekor a tudomány döntően Arisztotelész természetfilozófiája szerint határozta meg magát, a végén a matematika, a fizika és az empirizmus szerint.

## A forradalom létezése
Rengeteg vita zajlik a tudományos forradalom természetéről és létezéséről. Egyrészt ez különböző koncepciók konstruktív ütköztetése lehet arról, hogy mi is volt valójában ez a forradalom, más oldalról a vitákat éppenséggel gyűlölet és ellenérdek is mozgathatja a tárgyban felmerülő nézetkülönbségek jellegének tekintetében.
A legtöbb tudós és megfigyelő számára, aki foglalkozik a témával, elfogadott, hogy egy tudományos forradalom zajlott le 1600 környékén. Az, ott és akkor történelmi szempontból nagyléptű és hirtelen változás volt a tudományban, nemcsak egyszerűen a tartalmát tekintve, hanem gyakorlatban és elméletben egyaránt.
Ezt a gondolatot követi Howard Margolis tudománytörténész sokat vitatott elmélete a tudományos forradalomról (Margolis, 2002). A tudományos fejlődés kiemelkedő elemeit a következő listában foglalja össze:
- 2. század
  - Galénosz munkája az anatómiában
  - Ptolemaiosz számításai a bolygók mozgásáról

Itt kimarad tizennégy évszázad.
- 16. század és 17. század
  - A zuhanó testek egyenlő gyorsulása (Galilei)
  - Tehetetlenség és inerciarendszerek
  - A Föld mint mágnes
  - Lencseelmélet
  - Kepler törvényei a bolygók mozgásáról (Kepler)
  - Felfedezések teleszkóppal: a Jupiter holdjai, holdhegyek, a Vénusz fázisai stb. (Galilei)
  - Hidrosztatikus törvények
  - Ingaelv (Newton)

A második lista 100 évet takar. A köztes időszakban nem könnyű összevethető fontosságú munkát találni, eltekintve Kopernikusztól. Margolis elismeri, hogy az űr betöltésére a legszélesebb körben támogatott jelölt Alhazen optikai felfedezése, mely szerint a fénysugár nem a szemből, hanem a tárgyakból indul ki, jelentős munka, de értékét figyelembe véve (az arisztotelészi előzményeket is számítva) kijelenti, hogy tizennégy évszázad kitöltéséhez nem jutott elég messzire, és a többi jelölt kevés.
A rendkívüli újdonságoknak ez az értelmezési halmaza Kopernikusszal kezdve és a 17. századig elnyúlva az az adatstruktúra, amelyre tanulmányok ezrei épültek, hogy miért és hogyan alakult ki a forradalom, milyen változásokhoz vezetett a társadalomban és a gondolkodásban. Nézőpontok arról, hogy mi számít forradalomnak, más tanulmányokat szültek és másfelé vezetnek.

## Teoretikus újdonságok
1543-ban jelent meg Kopernikusz munkája a Naprendszerről, a heliocentrikus modell, amelyben a szerző megpróbálta bebizonyítani, hogy a Nap a világegyetem központja. Kitalálása után két évezreddel azonban a geocentrikus modell még mindenki által elfogadott elmélet volt, leszámítva néhány csillagászt. A Kopernikusz által támogatott ötlet, hogy a Föld a Nap körül kering, kortársainak többsége számára abszurd volt. Ellentmondott nem csak a szellemében megkérdőjelezhetetlen arisztotelészi filozófiának, hanem a közvélekedésnek is. Ugyanígy voltak a Föld forgásának kérdésével. A toronyból ledobott kőnek távolabbra kellett volna esnie a toronytól, és nem a tövébe, ha a Föld közben forog. Ilyen eseményt pedig nem figyeltek meg.
Nem csoda tehát, hogy bár néhány csillagász a bolygók mozgásának kiszámolásához használta ugyan Kopernikusz rendszerét, de valójában csak egy maréknyi ember hitt benne. A hihetőség növekedése két ember erőfeszítéseinek, Keplernek és Galileinek köszönhető. Kepler csodálatos csillagász volt, aki Tycho Brahe pontos megfigyeléseit felhasználva észrevette, hogy a bolygók a Nap körül nem körpályán, hanem elliptikus pályán keringenek. A bolygók mozgásának általa alkotott többi törvényével kiegészítve ez lehetővé tette számára egy olyan Naprendszer-modell kidolgozását, ami Kopernikusz eredeti rendszerét jelentősen továbbfejlesztette. Galilei fő hozzájárulása a heliocentrikus rendszer elfogadásához fizikai számításai és megfigyelései voltak, csakúgy, mint részletes előadása a rendszerről (amely az inkvizíció elleni peréhez vezetett). A tehetetlenség elvének egy korai verzióját használva Galilei meg tudta magyarázni, hogy a toronyból ledobott kő miért esik a torony mellé akkor is, ha a Föld forog. Megfigyelései a Jupiter holdjairól, a Vénusz fázisairól, napfoltokról és a Hold hegyeiről nagyban elősegítették az arisztotelészi filozófia és a Naprendszer ptolemaioszi elméletének hiteltelenedését. Kepler és Galilei felfedezései, a heliocentrikus rendszer több és több hívet tudhatott magáénak, a 17. század végére pedig általánosan elfogadottá vált a csillagászok között.
Kepler törvényei a bolygók mozgásáról és Galilei műhelymunkája Isaac Newton munkájában érte el tetőpontját. Newton törvényei a mozgásról az egységes fizika megalapítását jelentették, a gravitáció törvénye a földi és égi tömegvonzás egy hatalmas rendszerbe való foglalásával alkalmas volt arra, hogy az egész világot az alma leesésétől a bolygók mozgásáig matematikai képletekkel írja le.
Ez idő alatt nem csak a csillagászat és a mechanika változott hatalmasat. Robert Hooke, Christiaan Huygens és Isaac Newton az optika tudományát forradalmasította, matematikai elven írva le a fény hullám- (Huygens) vagy részecsketermészetét (Newton). Hasonló fejlődés történt a kémia, a biológia és más tudományok területén, noha a modern tudomány számára nyújtott kiteljesedésük még legalább száz évet váratott magára.

## Kísérleti találmányok
A teleszkóp feltalálása Hollandiában, valamint Galilei és kortársai későbbi találmányai nagyban megnövelték az űr megfigyelésének pontosságát. A mikroszkóp feltörő technológiája a kis méretű tárgyak világát hozta az emberi észlelés közelébe, habár további két évszázad kellett, amíg az eszköz tökéletesedett. Másik említésre érdemes találmány volt még a légpumpa, amit Robert Boyle és társai használtak kiemelkedően.

## Módszertani fejlődések
A legfontosabb változások a tudomány művelésének formáiban voltak. Három alaptudomány kifejlődése azonosítható: matematika, fizika (mechanika) és empirizmus.

### Mechanisztikus filozófia
A tudományos forradalomig teljesen elfogadott volt célokat felfedezni a természetben. Arisztotelész a dolgok rendeltetését "végső oknak" nevezte. Az eső végső oka például az volt, hogy a növények nőjenek. A világ angyalokból és démonokból, szellemekből és lelkekből, rejtett erőkből és misztikus alapelvekből állt. A tudósok a "mágnes lelkéről" beszéltek olyan könnyedén, mint ahogy a vonzóerejéről beszéltek.
Az úgynevezett "mechanisztikus filozófia" felbukkanásával ennek vége lett. A mechanisták, közülük a legfontosabb René Descartes, elutasítottak minden célt, érzelmet és értelmet a természetben. Ebben az újszerű nézetben a világ a fizika törvényei szerint mozgó egybefüggő anyag volt. Ahol a természetben előzetesen élő entitást képzeltek, ott a tudományos forradalom természeti, fizikai törvényeket látott.

### Empirizmus
"Nézd a világot, ne tapasztald!" – ahogy a természetfilozófusok gondolkodtak a tudományos forradalom előtt. A természetet a maga működésében kellett szemlélni. Ha valaki végrehajtott egy kísérletet, a természetest "természetellenes" körülmények közé helyezte, így a kísérlet eredményei nem egyezhettek a természet működésére vonatkozó valósággal.
Olyan filozófusok hatására, mint Francis Bacon, az empirizmus hagyománya a 17. századig fejlődött. A tudományos közösség a természeti és mesterséges körülmények arisztotelészi elméletén túllépett, és a rendszeres kísérletezés tudományos hagyományait lassan elfogadták. A természet induktív megközelítésének baconi filozófiája (elfelejteni a feltételezéseket és megpróbálni egyszerűen nyitott elmével szemlélni a világot, indukció) erős ellentmondásban állt a korábbi arisztotelészi filozófiával (ismert tények elemzése további megértéshez vezet, dedukció). A gyakorlatban, természetesen, számos tudós és filozófus a két filozófia egészséges egyvelegében hitt, a feltételezések megkérdőjelezésének hajlandósága egyelőre a megfigyelések bizonyos fokú érvényességének értelmezési igényéből és kényszeréből fakadt.
A tudományos forradalom végére a kísérleti tudásszerzés révén a könyvolvasó filozófusok organikus, tudásmennyiség-alapú világa mechanikus, matematikaalapú világra változott. Bár az nyilván nem igaz, hogy a newtoni tudomány már minden tekintetben olyan volt, mint a modern tudomány, de sok mindenben közeli hasonlóságot mutatott, sokkal többet, mint az arisztotelészi tudomány egy évszázaddal korábban.

## Irodalmi kritikák
Az irodalomelmélet kulturális materializmus nevű legújabb vonulata megkérdőjelezi a tudományos forradalom létezését, vagy ha mégis forradalom történt, megkérdőjelezi a fontosságát. Az irodalmi kritikusoknak, akik ezt a nézetet követik, saját definíciójuk van a forradalom kifejezésre. Azt vallják, ha a tudományos forradalom nem egy pillanat alatt következett be, és nincs történelmi előzménye, akkor csak evolúcióról beszélhetünk. Ha a tudományos forradalom csak evolúció volt, akkor csekély vagy semennyi értelmezhetősége nincs önálló eseményként, de mindazonáltal ahogy minden evolúciós folyamat, a "tudományos evolúció" komoly figyelmet érdemel mint folyamat vagy folyamatok csoportja a tekintetben, hogy megértsük, végeredményben hogyan változott a nyelv, a kultúra és a társadalom.
A tudományos forradalom mint világnézeti keretrendszer négy lépésből azonosítható.
1. Galilei a teoretikus experimentalizmus atyjává vált azzal, hogy az eredendő tudáshoz vezető úton, ellentétben a tiszta okkal, bevezette a megfigyelés fogalmát, és megfigyeléseit az euklideszi szigornak megfelelő elemzéssel támasztotta alá.
2. Francis Bacon leképezi a Galilei-féle "tapasztalati igazságkereső folyamatot" a természet világegyetemének teljes térképére, és tapasztalati vizsgálódás tárgyaként előrevetíthetővé teszi minden ismert jelenség lefolyását.
3. Robert Boyle a "zuhanó testek kísérleteiről" szóló jelentésével hétköznapi módszerekkel rendszeresíti Galilei kísérleti munkáját, hogy bebizonyítsa, a megfigyelési folyamat olyan tudáshalmazt gyűjt össze, ami nyilvános, megalapozott és "önjavító" a tudományos kísérletezés nyilvánossága, megismételhetősége és ellenőrizhetősége segítségével.
4. Newton előállítja az első széles körben olvasott tanulmányt, ami arra irányul, hogy a legjelentősebb természeti alapgondolati folyamatokat "boyle-i szigorral" leírja.

## Külső hivatkozások
- - muszakiak.hu - a műszaki portál
- Kutrovácz Gábor: Miért helyezte Kopernikusz a napot a középpontba?  Archiválva 2015. július 12-i dátummal a Wayback Machine-ben